# Тюдор, Мэри
Мэри Тюдор, графиня Дервентуотер (англ. Mary Tudor, Countess of Derwentwater; 16 октября 1673 — 5 ноября 1726, Париж) — английская аристократка, внебрачная дочь короля Карла II от актрисы Мэри Дэвис. Жена Эдуарда Рэдклиффа, 2-го графа Дервентуотера.

## Биография
Мэри Тюдор была внебрачной дочерью короля Англии Карла II и его любовницы, театральной актрисы Мэри Дэвис. В детстве вместе с матерью она играла в спектаклях и театральных постановках при королевском дворе; одной из её первых ролей стала роль Купидона в опере Джона Блоу «Венера и Адонис», а Венеру сыграла её мать.
10 декабря 1680 года Мэри как потомок королевской династии Тюдоров получила фамилию Тюдор и ряд аристократических привилегий, а в ноябре 1683 года — ренту в 1500 фунтов стерлингов. 16 августа 1687 года, в возрасте 14 лет, она стала женой Эдуарда Рэдклиффа, с 1688 года — наследника титула графа Дервентуотера.
Когда брат и преемник Карла II Яков II, был свергнут в результате «Славной революции» (ноябрь 1688), Мэри вместе со всей семьёй последовала за ним в изгнание во Францию. В 1696 или 1697 году, после смерти свёкра, она стала графиней Дервентуотер, в 1700 году развелась с мужем, позже вышла замуж ещё дважды. Графиня умерла 5 ноября 1726 года в Париже в возрасте 53 лет.

## Семья
В браке с Эдуардом Рэдклиффом, 2-м графом Дервентуотером, у Мэри Тюдор родились четверо детей:
- Джеймс Рэдклифф, 3-й граф Дервентуотер (26 июня 1689 — 24 февраля 1716) — 3-й граф Дервентуотер, участник якобитского восстания 1715 года, обезглавленный за измену;
- Фрэнсис Рэдклифф (2 февраля 1691 — 15 мая 1715);
- Чарльз Рэдклифф (3 сентября 1696 — 8 декабря 1746) — участник якобитского восстания 1715 года, был схвачен и бежал из тюрьмы; первый гроссмейстер Великой ложи Франции и участник якобитского восстания 1745 года, арестован и обезглавлен;
- леди Мэри Тюдор Рэдклифф (6 октября 1697 — 16 марта 1756);

23 мая 1705 года Мэри вышла замуж за Генри Грэма (примерно 1676 — 7 января 1707) — английского дворянина и члена парламента. Этот брак остался бездетным.
26 августа 1707 года Мэри вышла замуж за майора Джеймса Рука. Об этом браке ничего не известно.